# The Jumping Jewels

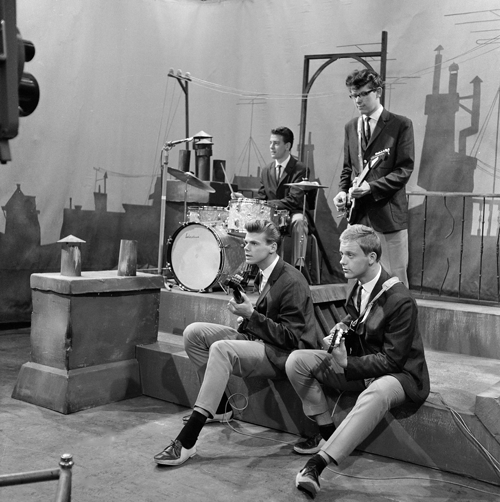
The Jumping Jewels in 1961

De Haagse gitaargroep The Jumping Jewels was gebaseerd op de Fender Stratocaster-sound van The Shadows. Vooral ook door toedoen van hun manager Herman Batelaan wist de groep met zijn professionele aanpak een internationale status te bereiken. Met hun zanger Johnny Lion (John van Leeuwarden) hadden zij in de periode 1961-1965 een enorm groot succes in Nederland. In de zalen speelden zich vaak wilde taferelen af met hysterische fans.

## Bezetting
De bezetting bestond naast Lion uit Hans van Eijk (sologitaar), Tjibbe Veeloo (slaggitaar), Joop Oonk (basgitaar), Frits Tamminga (drums). De laatste werd in 1963 vervangen door Cees Kranenburg jr.

## Ontstaan
In 1961 scoorde de groep een nummer 1-hit met Wheels (die plaats moest zij delen met de originele Amerikaanse uitvoerders The String-A-Longs en een cover van het orkest van Billy Vaughn).
Als eerste Nederlandse nederrock-band werden van zowel Johnny Lion als van The Jumping Jewels in 1963 lp's op de platenmarkt uitgebracht. De groep scoorde nog hits met Africa (1963) en Irish washerwoman (1964). Platen van The Jumping Jewels werden uitgebracht in België, Duitsland, Frankrijk, Japan, Maleisië, Singapore en Peru. In Peru stonden ze op 26 september 1964 met een instrumentale cover van de Beatles song I Saw Her Standing There op de eerste plaats van de hitparade (bron: Billboard - Hits of the World). Een jaar daarvoor werd het instrumentale Wild Geese van Eddy Christiani door The Jumping Jewels gecoverd.
In 1964 maakten Johnny Lion & The Jumping Jewels een succesvolle trip naar Maleisië en Singapore. In 1965 kregen ze een langlopend contract voor optredens in Circus Toni Boltini.

### Johnny Lion

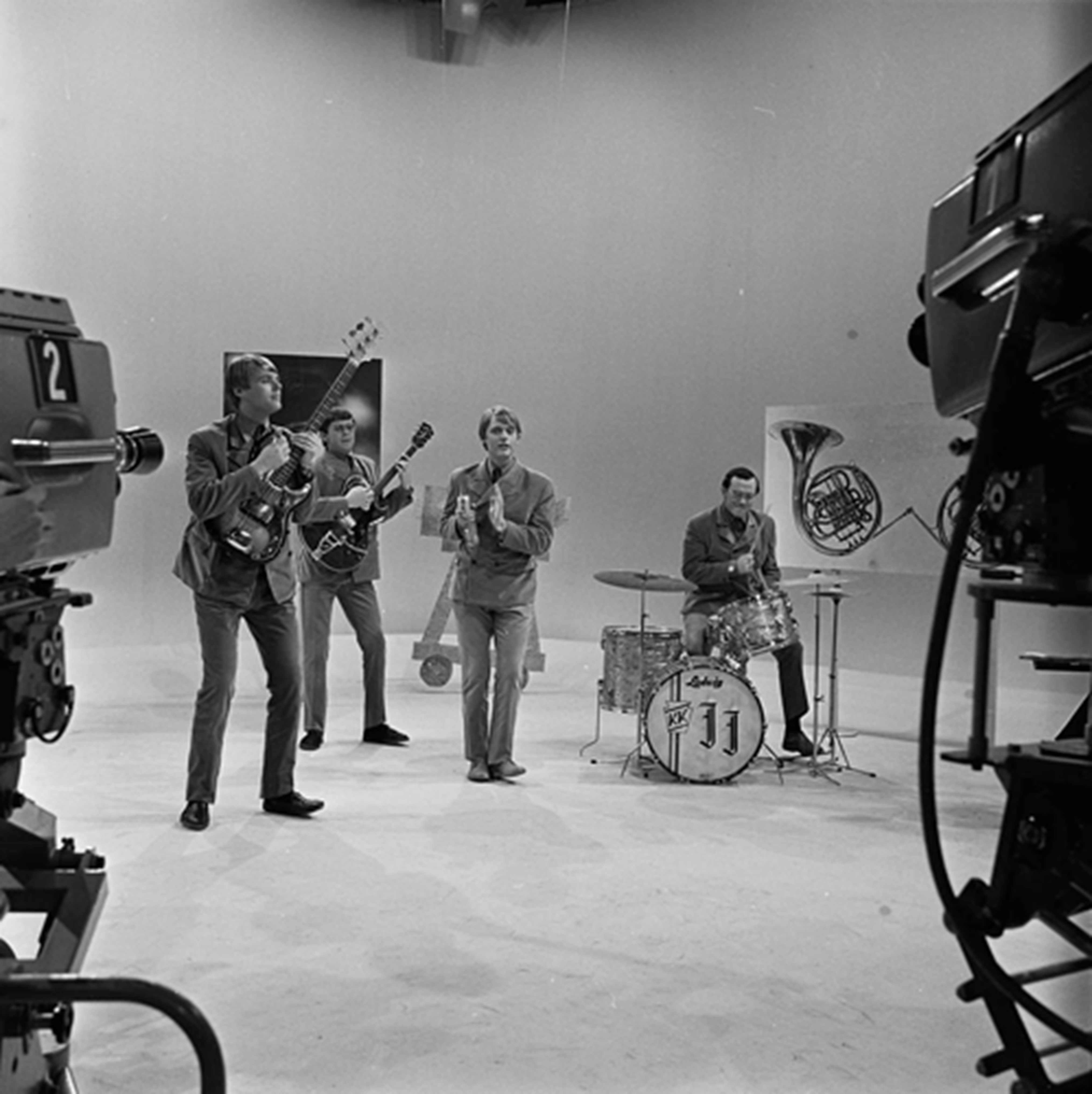
The Jay Jays in Fanclub (1966)

Johnny Lion scoorde zonder de Jumping Jewels zijn grote Nederlandstalige hit Sophietje. Een breuk volgde. Johnny Lion zong in het seizoen 1966 samen met Rob de Nijs in het circus begeleid door een band genaamd The Jumping Pop-in met als sologitarist Hans van Eijk (niet te verwarren met Hans van Eijck). The Jumping Jewels wijzigden hun naam in The Jay-Jays en gingen na vervanging van sologitarist Hans van Eijk door Leo Bennink verder als beatgroep.

## Discografie

### Singles
| Single met eventuele hitnotering(en) in de Nederlandse Top 40 | Datum van verschijnen | Datum van binnenkomst | Hoogste positie | Aantal weken | Opmerkingen |
| ------------------------------------------------------------- | --------------------- | --------------------- | --------------- | ------------ | ----------- |
| Pre Top 40                                                    |                       |                       |                 |              |             |
| Wheels                                                        | 1961                  | 1961                  | 1               |              |             |
| Africa                                                        | 1963                  | 13-4-1963             | 8               | 4            |             |
| Tijd voor Teenagers Top 10                                    |                       |                       |                 |              |             |
| Irish washerwoman                                             | 1964                  | 7-3-1964              | 9               | 7            |             |

### NPO Radio 2 Top 2000
Van The Jumping Jewels stond alleen Wheels in 2000 in de NPO Radio 2 Top 2000, op plek 1752.